# 巴布亞紐幾內亞金翅雀鯛
巴布亞紐幾內亞金翅雀鯛（學名：Chrysiptera papuensis），又稱巴布亞紐幾內亞刻齒雀鯛，是輻鰭魚綱鱸形目雀鯛科金翅雀鯛屬的其中一種，分布於西太平洋巴布亞紐幾內亞海域，深度3至25公尺，本魚體呈橢圓形而側扁，幼魚頭部和前背身體呈淺藍色，身體其餘部分和鄰近的鰭呈亮黃色；成魚的頭部、頸背和前背側呈灰棕色，後腹側有許多小綠松石色到白色斑點，呈現亮黃色，背鰭硬棘8枚、背鰭軟條10-11枚、臀鰭硬棘2枚、臀鰭軟條12-13，體長可達4.5公分，棲息在珊瑚礁，以浮游生物為食，繁殖期成對出現，雄魚會守護魚卵至孵化，生活習性不明。

## 註腳
1. ↑  Chrysiptera papuensis Archive.today的存檔，存档日期2013-07-01 at www.fishbase.org.